# Mogliano Veneto
Mogliano Veneto este o comună de 28.115 locuitori, în regiunea Veneto, în provincia Treviso, Italia.

## Demografie
Mogliano Veneto - evoluția demografică

|  | Graficele sunt indisponibile din cauza unor probleme tehnice. Mai multe informații se găsesc la Phabricator și la wiki-ul MediaWiki. |

Date: Recensăminte sau birourile de statistică - grafică realizată de Wikipedia

## Localități înfrățite
- Ricadi, Provincia Vibo Valentia

## Personalități născute aici
- Giovanni Battista Piranesi (1720 - 1778), artist plastic.

Localizarea în provincia Treviso

1. ↑  Superficie di Comuni Province e Regioni italiane al 9 ottobre 2011 (în italiană), Istituto Nazionale di Statistica, accesat în 16 martie 2019